# Стадії Карнегі
В ембріології стадії Карнегі — це стандартизована система з 23 етапів, що використовуються для забезпечення єдиної хронології розвитку ембріона хребетних.
Стадії визначаються шляхом розвитку структур, а не за розміром чи кількістю днів розвитку, тому хронологія може змінюватись між видами і певною мірою між ембріонами. У людини охоплюються лише перші 60 днів розвитку; в цей момент термін ембріон зазвичай замінюється терміном плід.
Він був заснований на роботах Стрітера (1942) та О'Рахіллі та Мюллера (1987). Назва «етапи Карнегі» походить від інституту Карнегі у Вашингтоні.
Хоча стадії Карнегі забезпечують універсальну систему для визначення та порівняння ембріонального розвитку більшості хребетних, інші системи іноді використовуються для загальних модельних організмів у біології розвитку, таких як стадії Гамбургера — Гамільтона у курчат.

## Стадії
Дні є приблизними і відображають дні з моменту останньої овуляції до вагітності («постуляторний вік»).

### Стадія 1: 1 день
- запліднення
- полярні тільця

Стадія Карнегі 1 — це одноклітинний ембріон. Цей етап поділяється на три підстадії:
Стадія 1 а
Первинний ембріон. Весь генетичний матеріал, необхідний для нової особини, поряд з деякими надлишковими хромосомами, присутній в одній плазмалемі. Проникнення заплідненої сперми дозволяє ооциту відновити мейоз, і полярне тільце видавлюється.
Стадія 1 б
Пронуклеарний ембріон. Присутні два окремі гаплоїдні компоненти — материнські та батьківські пронуклеуси. Пронуклеуси рухаються назустріч один одному і врешті -решт стискають свої конверти там, де вони лежать поруч із центром стіни.
Стадія 1 в
Сингамічний ембріон. Остання фаза запліднення. Пронуклеарні оболонки зникають, а батьківські хромосоми об'єднуються в процес, який називається сингамія.

### Стадія 2: 2-3 день
- розщеплення
- морула
- ущільнення

Стадія 2 Карнегі починається, коли зигота зазнає свого першого поділу клітин, і закінчується, коли бластоциста утворює порожнину і містить більше 16 клітин. У цей момент він називається морулою.
Розщеплення ембріонів CS2 не відбувається синхронно. А доля бластомерів поки не визначена.
Двоклітинний ембріон сферичний і оточений прозорою зоною пелюциди. Кожен із бластомерів, які утворюються, також є сферичними.
Приблизно на 3 день, на стадії восьми клітин, зазвичай починається ущільнення.

### Стадія 3: 4-5 день
- бластоциста і бластоцеле
- трофобластів та ембріобластів

Стадія 3 Карнегі починається, коли порожнина вперше з'являється в морулі, і закінчується після вилуплення з зони пелюцида, коли ембріон контактує з ендометріальною оболонкою матки.
У колекції Карнегі всього два ембріона 3 -ї стадії.
Існують чотири характерні процеси, через які проходять ембріони CS3: кавітація, колапс і розширення, вилуплення та викидання клітин.
Кавітація
Початок кавітації вказує на початок CS3. Цей процес призводить до диференціації бластоцист у зовнішні клітини трофобластів та внутрішні ембріобласти.
Згортання та розширення
Цей процес спостерігається in vitro, і невідомо, чи відбувається це in vivo. In vitro бластоциста швидко руйнується і повільно знову розширюється, перш ніж вилупитися з зони пелюцида.
Штрихування
Під час цього процесу бластоциста проривається і втікає з зони пелюциди. Цей процес має відбутися до імплантації в ендометрій.
Викидання клітин
Дослідження бластоцист in vitro дозволило нам ідентифікувати два типи клітин, які ембріон, що розвивається, очевидно, відкидає. Це секвестровані клітини та ізольовані клітини. Секвестировані клітини — це групи клітин, які розташовані між зоною пелюциди та трофобластом. Ізольовані клітини в основному знаходяться в бластокістозній порожнині.

### Стадія 4: 6 день
- синцитіотрофобласт
- цитотрофобласт
- амніотична ектодерма

### Стадія 5: 7-12 день
- імплантація
- ембріональний диск
- біламінарний зародковий диск
- первинний жовтковий мішок
- амніотична порожнина

### Стадія 6: 17 день
- примітивна смуга
- примітивна канавка
- ворсинки хоріона
- вторинний жовтковий мішок

### Стадія 7: 19 день
- гаструляція
- нервова пластинка
- початок кровотворення
- нотохорд

### Стадія 8: 23 день
- примітивна яма

### Стадія 9: 25 день
- нервова канавка
- нервові складки
- поперечна перегородка
- плакод
- раннє серце

### Стадія 10: 28 день
- глоткові дуги № 1 і № 2
- серцева петля
- проміжна мезодерма

### Стадія 11: 29 день
- sinus venosus (перша камера серця у риб, амфібій та плазунів, що впадає у праве передсердя)
- мезонефричний проток

### Стадія 12: 30 день
- верхні кінцівки

### Стадія 13: 32 день
- septum primum
- foramen primum

### Стадія 14: 33 день
- сечовідний брунька

### Стадія 16: 39 день
- нижні кінцівки

### Стадія 17: 41 день
- реалізація ембріона в задній стінці матки

### Стадія 18: 44 день
- septum secundum

## Дивитися також
- Ембріогенез ссавців